# Mănăstirea Bociulești
Mănăstirea Bociulești (Buciulești) a fost o mănăstire ortodoxă (acum ruinată) cu hramul Cuvioasa Parascheva, ridicată în 1629 de către logofătul Dumitrașcu Ștefan împreună cu jupâneasa sa Nifia. Edificiul este situat pe teritoriul actualului județ Neamț, în arealul administrativ al comunei Podoleni, pe partea stângă a Bistriței, între vechea albie a râului și actualul canal de aducțiune hidroenergetică al acestuia.
Aici a fost și o curte a domnitorului Gheorghe Ștefan, sub forma unei fortărețe cu ziduri și turnuri înconjurate de un șanț de apă. Fortăreața a fost folosită de către acesta ca reședință în timpul luptelor pe care le-a dus cu Vasile Lupu, precum și ca locaș de surghiun pentru dușmanii săi.
Biserica (în ale cărei detalii arhitecturale se văd influențe muntenești) și restul construcțiilor au fost distruse în anul 1832 de o  puternică viitură a Bistriței, care a rupt terasa pe care ansamblul fusese ridicat. Au supraviețuit până în prezent doar câteva structuri din corpul bisericii și cel al clopotniței, precum și câteva elemente de interior, mutate și conservate în alte edificii religioase din zonă. O tentativă de refacere a obștii monahale de aici este în curs de desfășurare.
Mănăstirea se află pe Lista monumentelor istorice din România la codul NT-I-s-B-10528.

## Acces
Ruinele se află în vestul satului Podoleni pe partea stângă a Bistriței, între vechea albie a râului și actualul canal de aducțiune hidroenergetică al acestuia, care le separă de zona locuită. Accesul se poate face pe un drum sătesc, ce se desprinde din DN15 din apropierea podului ce desparte comunele Zănești și Podoleni și merge limitrof canalului în paralel cu acesta.

## Istoric

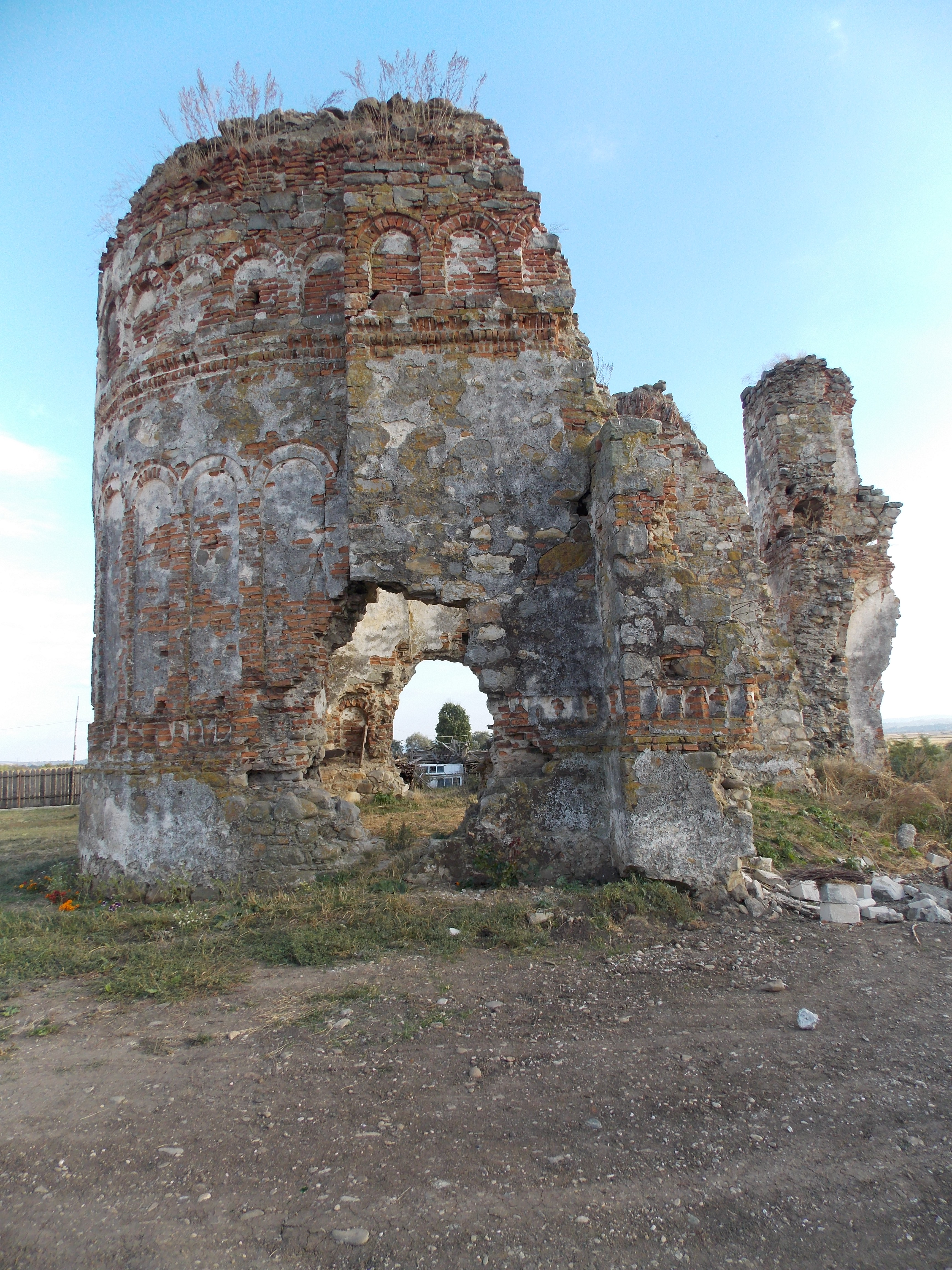
Perspectivă dinspre nord-est. Se observă brâul, deasupra căruia se găsesc firidele oarbe și superior ocnițele.

Edificiul, cu hramul Cuvioasa Parascheva, a fost ridicat în 1629 (1630 după alte surse) de către logofătul Dumitrașcu Ștefan împreună cu jupâneasa sa Nifia și, ruinat de o viitură care a surpat terasa Bistriței în 1832.
„Cu învoirea Tatălui și cu ajutorul Fiului și cu săvârșirea Sfânțului Duh, această sfântă biserică unde este hramul Prea - Cuvioasei noastre Paraschiva, au început-o și au săvârșit-o boiarinul Dumitrașcu Ștefan, mare logofăt și cu jupâneasa și cuconii lui, în zilele blogocestivului și de Hristos iubitorului Io Moise Vodă, la anul 7138 (1629), luna octombrie 24.”—Pisania de la întemeiere
Originea hramului Sfânta Paraschiva, se justifică – astfel cum scrie Melchisedec Episcopul în a sa Cronică a Romanului și a Episcopiei de Roman–, prin faptul că aici s-ar fi păstrat un deget din moaștele acesteia, adus din Țarigrad de către însuși logofătul Dumitrașcu.
Aici a fost și o curte – fortărerață cu ziduri și turnuri înconjurate de un șanț de apă, a domnitorului Gheorghe Ștefan, care a fost folosită și ca locaș de surghiun pentru dușmanii săi, dar și ca reședință de către acesta în timpul luptelor pe care le-a dus cu Vasile Lupu.

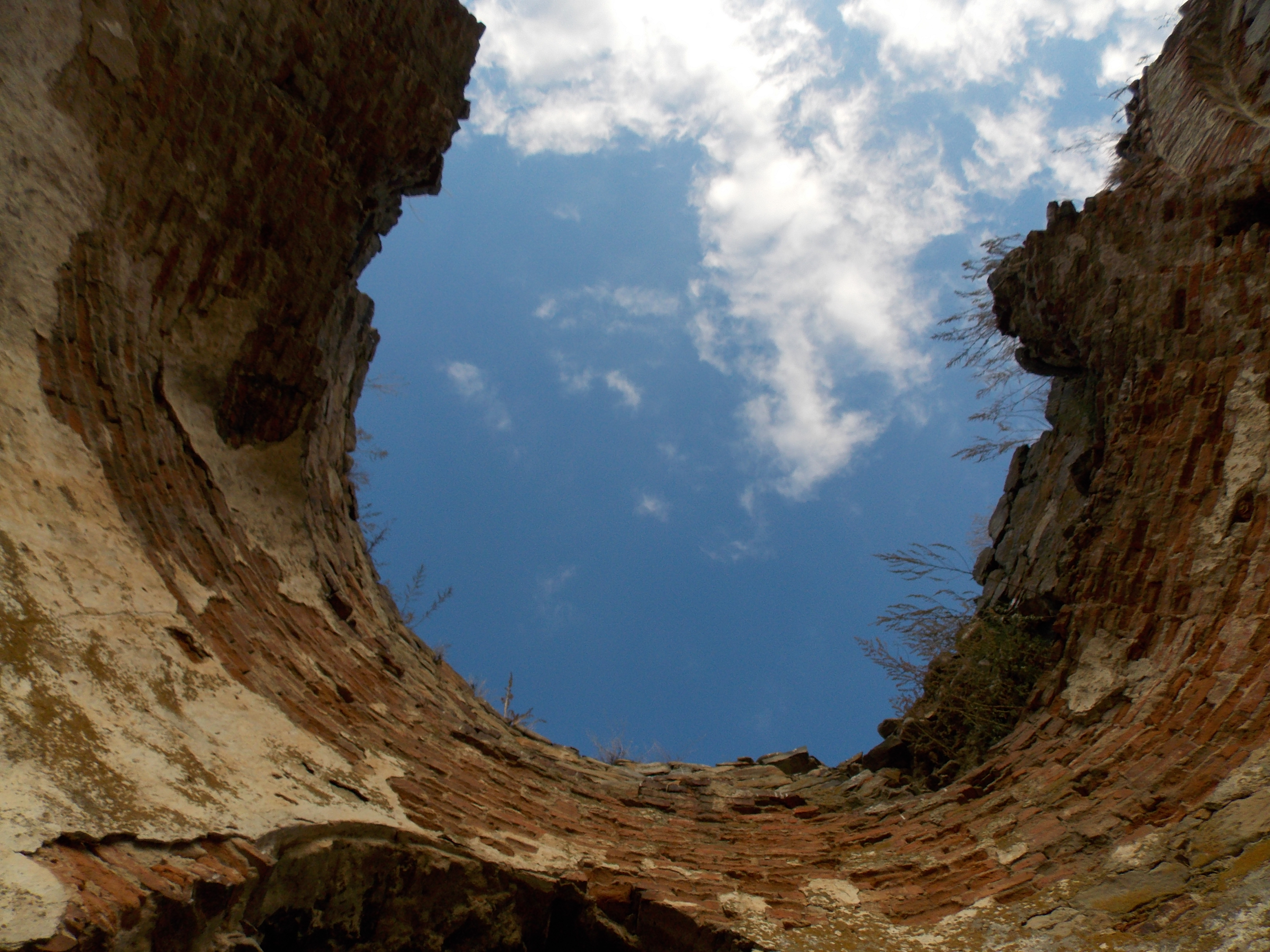
Din interiorul absidei altarului, spre locul unde cândva a fost cupola acestuai

Numele de Bociulești în tradiția orală ar avea două origini, fie de la bocetele familiilor boierilor trădători ori cârcotași, surghiuniți și decapitați aici,
„... pre Alexandru Păharnicul și pre Enachie comisul, feciorii lui Gavril hatmanul, nepoții lui Vasile vodă, cu mare munci i-au omorât la Buciulești.”
 fie de la bocetelor sătenilor ale căror case, cimitir și biserică ar fi fost distruse de viiturile Bistriței (ceea ce dealtfel a și determinat ulterior strămutarea vetrei satului pe terasele superioare ale râului).

De numele mănăstirii se leagă și o legendă locală care asociază existența unui blestem cu fictivele decapitatări ale soției domnitorului Vasile Lupu precum și ale fraților Toma (vornicul) și Iordache Cantacuzino, care ar apăsa asupra Lăcașului de cult din momentul uciderii acestora. Letopisețul Țării Moldovei al cronicarului Ion Neculce infirmă aceasta decapitări:
„XXII. Gheorghie Ștefan vodă după ce au luat pe doamna lui Vasilii - Vodă din Suceavă la mâna lui și pe Ștefăniță - vodă, pre fiiul său, l-au însămnat la nas puțintel, și pre doamna au vrut să-și râdă de dânsa. [...] Și așe i-au dat pace și au trimis-o la Buciulești de au închis-o în curțile lui. [...] XXIII Și apoi prindzând pre amândoi frații [n.n. Toma și Iordache Cantacuzino] i-au inchis pre amândoi frații împreună cu doamna lui Vasilii - vodă la Buciulești. Și acolo multă groază le făcé și umbla noaptea cu luntrea pre apa Bistriții, de-i spăriè că-i vor răsturna în Bistriță.”
 Cronicarul continuă prin a spune că vodă a trimis prin armașul Hăbășescu în trei rânduri ordin să-i omoare, când să fie uciși însă venind din Țara Românească un căpitan cu scrisori de la vodă Constantin Șerban, prin care acesta solicita domnitorului moldovean să-i elibereze, altfel vor strica înțelegerile iar ultimul va veni cu război.
„Și așè cu această tâmplare i-au iertat Gheorghii Ștefan - vodă.”
Mențiuni privind Biserica de la Bociulești s-au  mai regăsit ulterior pe harta Moldovei, întocmită de Dimitrie Cantemir, iar ultima cunoscută a fost cea făcută de Gheorghe Asachi în Calendarul pentru români pe anul 1853 al Revistei Albina (la p. 71-73).

## Detalii arhitecturale

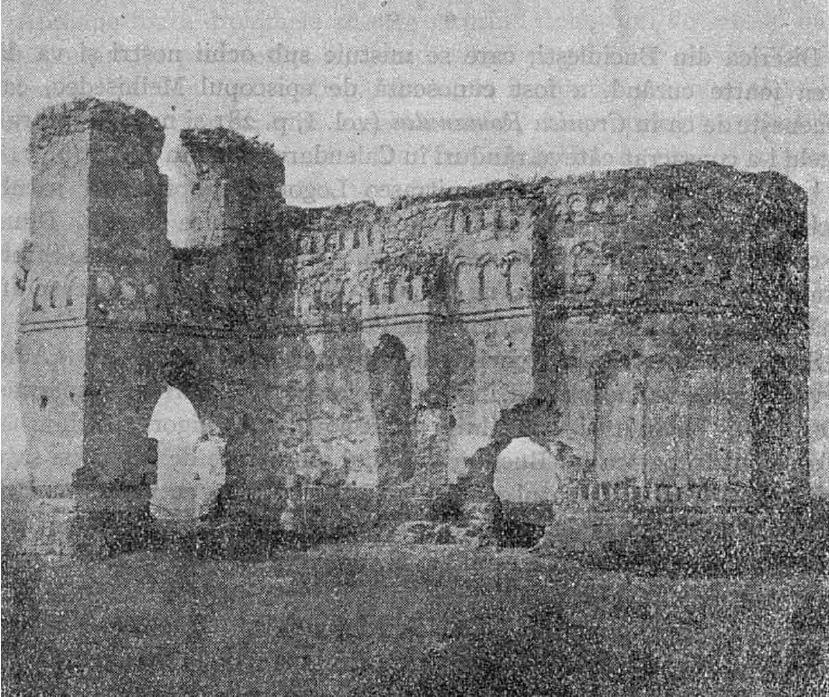
Ruinele în 1946

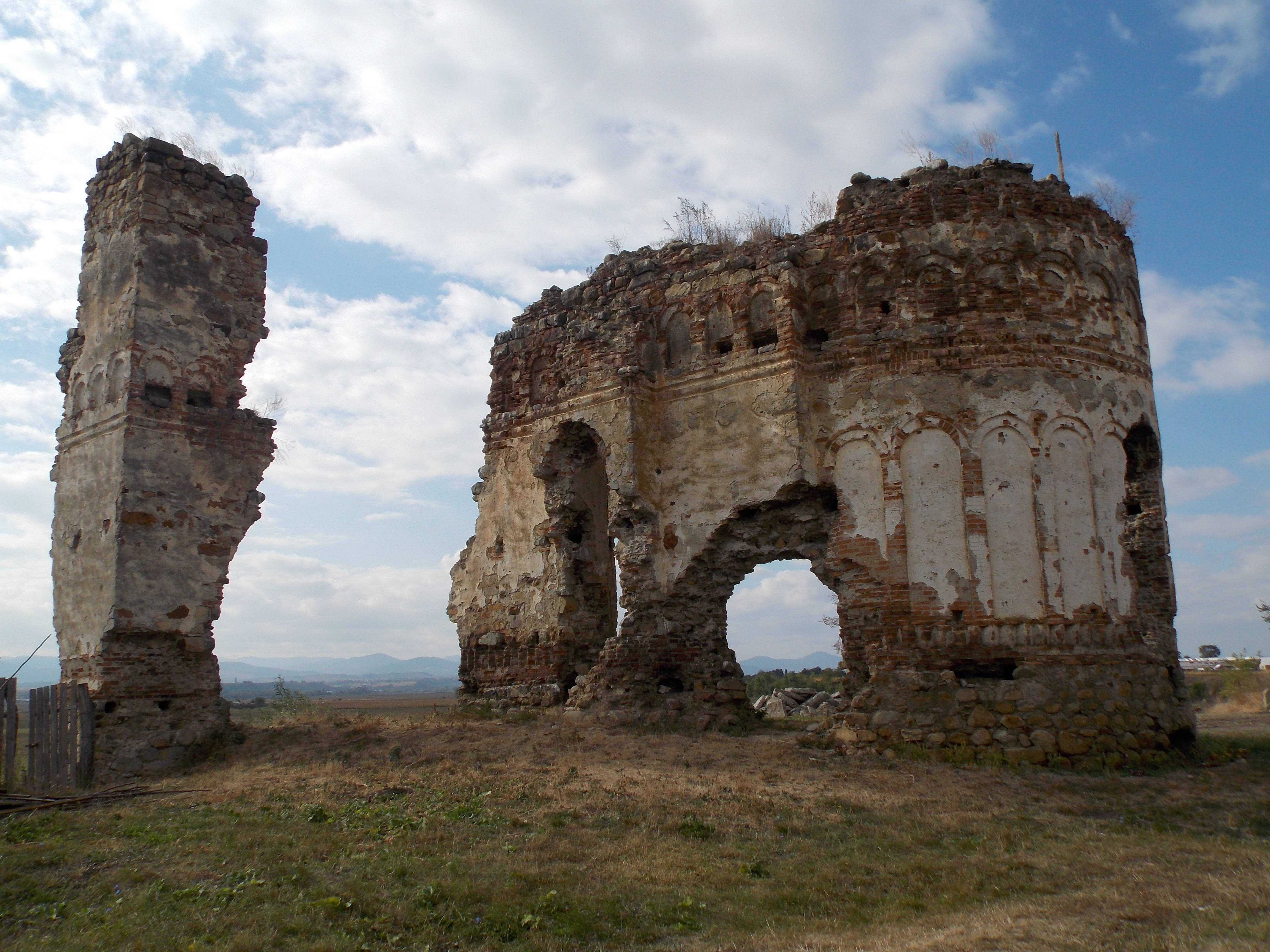
Ruinele în 2014

Biserica, ce are influențe muntenești, are zidurile construite din piatră și cărămidă, cu o grosime de peste 1,5 m. În timp ce piatra (bolovani de râu) este constituientul soclului și zidurilor, cărămida subțire este materialul din care sunt făcute arcurile bolților. Structura cuprinde un altar, un naos, un pronaos și două șanțuri puțin pronunțate. Pe latura sudică a fost ridicat un turn – clopotniță, cu rol de apărare a intrării.

Construcția a fost de forma unei nave rectangulare, cu două ieșiri rectangulare aflate în dreptul sânurilor și vizibile numai la exterior. Absida principală de formă circulară și mai îngustă ca naosul (acoperit de către o cupolă și prevăzut cu două ferestre), la răsărit a format altarul (unde s-a aflat o singură fereastră situată axial – de factură gotică).  Pronaosul – acoperit și el de către o cupolă – a fost mai larg decât naosul. Alăturat zidului sudic - respectiv pronaosului, s-a aflat juxtapusă clopotnița – portic, ce a avut jos trei deschideri (spre sud – pe unde se făcea intrarea propriuzisă în biserică, est și vest) iar la partea superioară încăperea destinată clopotelor, tot cu trei deschideri. Bolțile au fost susținute de arce mari de cărămidă care coborau în naos și pronaos până la jumătatea zidurilor și se sprijineau de console de formă prismatică din piatră cioplită. Naosul a fost despărțit de pronaos de un 

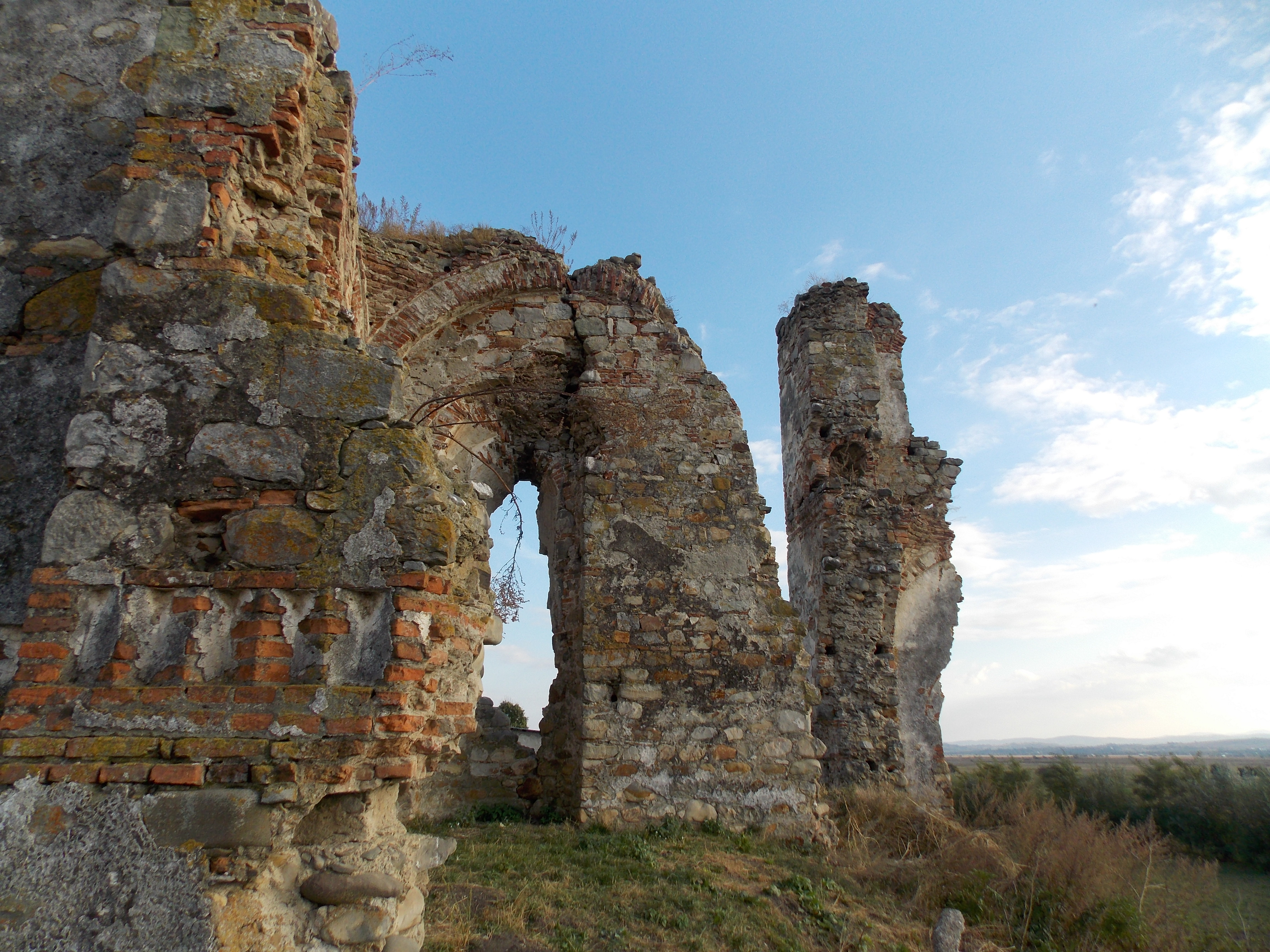
În planul II restul de zid ce a mai rămas din clopotniță, sprijinit precar pe buza pantei dintre terase. La stânga, una dintre ieșirile din pronaos

 puternic zid. Zidurile bisericii au avut grinzi de lemn înecate în zidărie și legate între ele prin mici piese transversale – aflate la nivelul solului, ceva mai sus de originea bolților și la partea superioară a zidurilor. Tot cu grinzi de lemn au fost susținute și arcurile turnurilor la nivelul clopotelor.
Jos deasupra soclului, se găsește un brâu care înconjoară clădirea, din patru rânduri de cărămizi așezate pieziș. Un brâu simplu delimitează câmpul inferior al zidurilor (împodobit cu firide mari oarbe și încununat de arcuri cintrate), de cel superior, care este pe jumătate de înalt față de precedentul. La exteriorul construcției încă de mai pot deosebi în partea inferioară firide și arhivolte ale arcadelor, adâncite în abis, iar în partea superioară două rânduri de ocnițe, care înconjoară clădirea. Cele  două rânduri de ocnițe sunt separate de discuri de cărămizi cafenii, alternând cu altele sub formă de stea. Sub cornișa superioară se află șirul firidelor oarbe mai mici, în timp ce cele mai mari sunt așezate imediat deasupra brâului. În 1946 încă se mai remarca faptul că la nivelul clopotniței, firidele mari lipseau din câmpul inferior, iar firidele mici din câmpul superior. O îngroșare dreptunghiulară a zidului exterior, relevă sânurile laterale.
Urme de tencuială – care se mai cunosc pe alocuri – arată că biserica a fost tencuită. Peste tencuială a fost aplicat atât la exterior cât și la interior un strat de var.
Catapeteasma era din lemn și cu icoane pictate tot pe lemn, având frumoase sculpturi de flori și frunze, de culoare roșie și albastră.

## Ruinarea

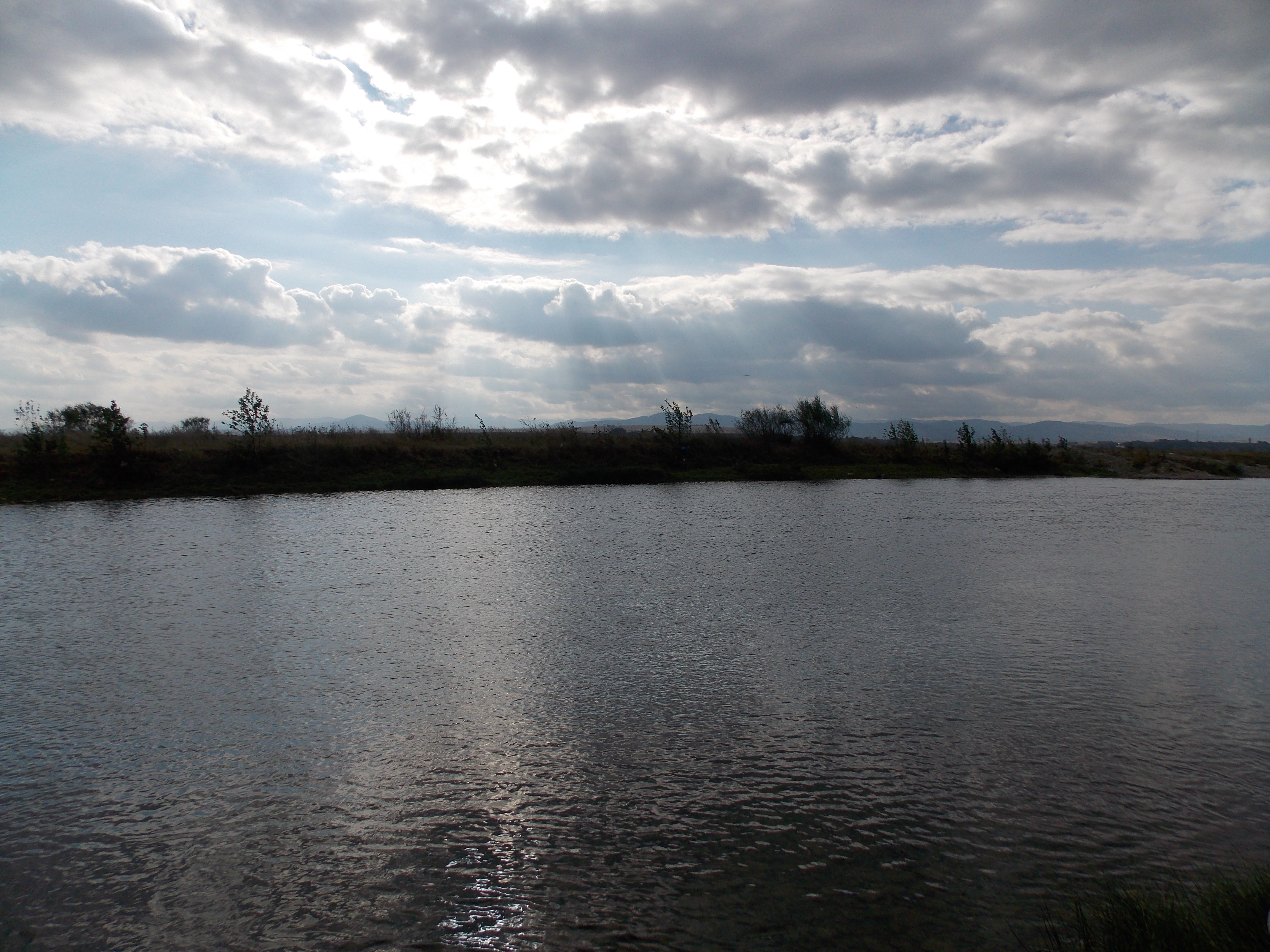
Actuala albie a Râului Bistrița se află în prezent la 700 m distanță de ruinele Mănăstirii Bociulești

În anul 1832, o  puternică viitură a Bistriței a rupt terasa și a ruinat construcțiile, astfel că pe la 1890 așezarea se reducea la o ruină izolată și „aprópe cu desăvârșire derăpănată” a mănăstirii. Fragmente de lemn din grinzi – care se mai remarcau în prima jumătate a secolului XX, purtau urme de incendiu, care se mai găseau și pe bolovani sau cărămizi.
Din biserică rămăseseră astfel în 1994 doar absida altarului, naosul și câteva rămășițe din turnul clopotniței de pe latura sudică, situate pe o terasă de 7 m, amenințată de eroziunea laterală. Elementele de hazard geomorfologic sunt un factor care amenință chiar și ruinele rămase cu distrugerea.
Dintre elementele care au supraviețuit, două lespezi funerare (din care una se presupune a fi a ctitorului) expuse la intrarea în biserică și piatra cu pisania sunt  păstrate la biserica din Podoleni (cu hramul Înălțarea Domnului – din centru, în pridvorul acesteia), catapeteasma se găsește din 1876 la biserica veche din Frunzeni (Costișa), iar cinci icoane la Mănăstirea Agapia.
În primul deceniu al secolului XXI a început sub patronajul Mănăstirii Bistrița din județul Neamț o tentativă de refacere a obștii monahale de aici.

## Bibliografie

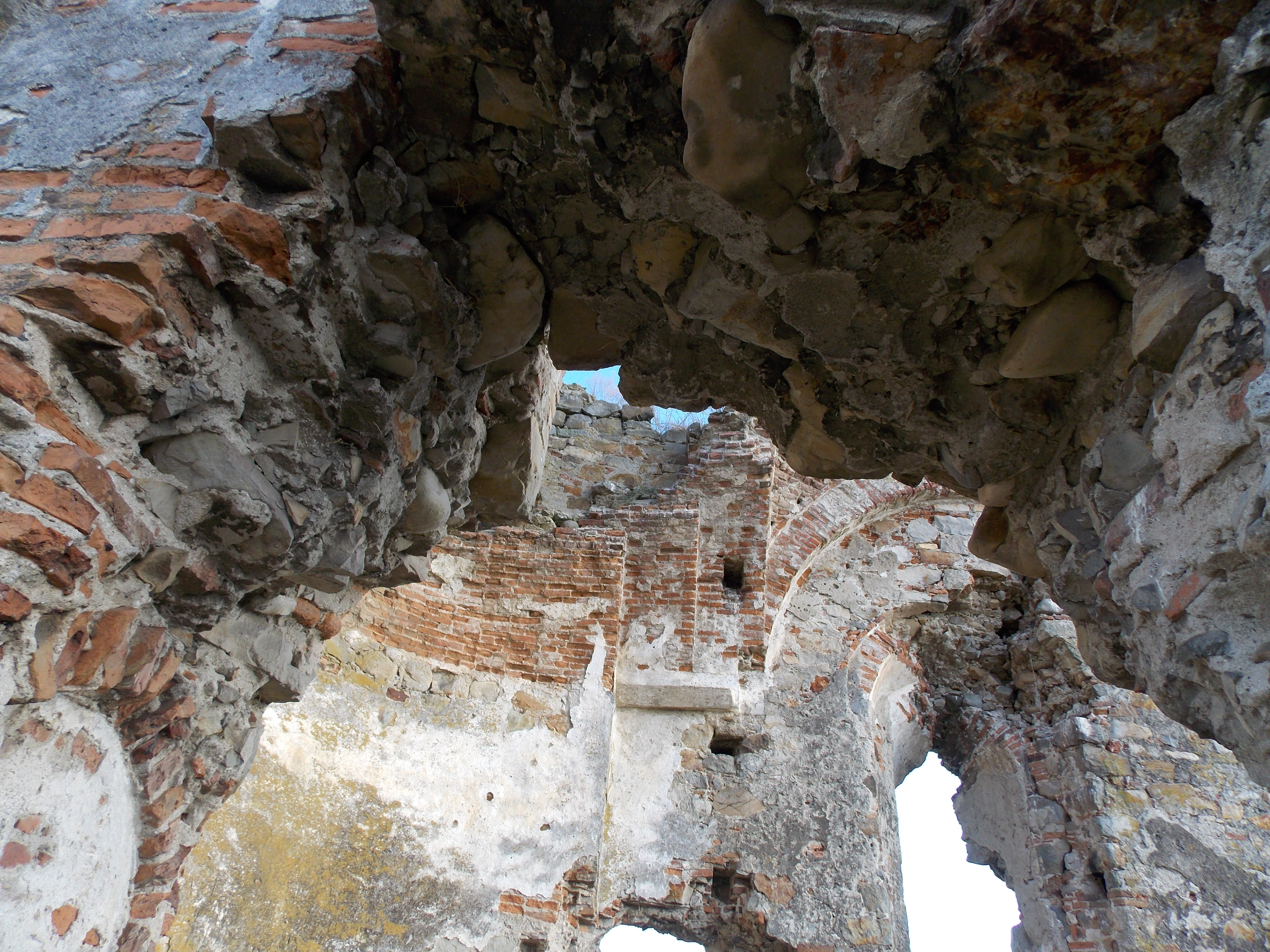
Printr-o gaură din zidul sud-estic, se zărește una dintre ferestrele pronaosului